# 哈奇開斯M1929重機槍

13.2毫米霍奇克斯M1929重机枪又称为M1930机枪，是由霍奇克斯公司设计的一种重机枪，在各国得到了广泛采用，日本帝国就进行了很多生产，仿品称为九三式防空機槍。 